# Romuald Nałęcz-Tymiński
Romuald Nałęcz-Tymiński (ur. 13 listopada 1905 w Szwendrowie, zm. 29 grudnia 2003 w Toronto) – kontradmirał Marynarki Wojennej, w czasie II wojny światowej dowódca niszczyciela ORP „Ślązak” i krążownika ORP „Conrad”.

## Wykształcenie
Romuald Nałęcz-Tymiński urodził się 13 listopada 1905 w Szenderowie na Podolu. Po ukończeniu gimnazjum i zdaniu matury w 1924 wstąpił do Unitarnej Szkoły Podchorążych w Warszawie, skąd po roku przeniósł się do toruńskiej Oficerskiej Szkoły Marynarki Wojennej. Ukończył Kurs Wychowania Fizycznego (1930) i II Kurs Oficerów Nawigatorów (1936).

## Służba w okresie międzywojennym
Od otrzymania promocji oficerskiej w 1928 do rozpoczęcia II wojny światowej zajmował we Flocie w Gdyni szereg różnych stanowisk. Początkowo był oficerem flagowym dowódcy dywizjonu ćwiczebnego zaokrętowanym na ORP „Generał Haller”, a w latach 1929–1931 oficerem wachtowym na trałowcach ORP „Mewa” i ORP „Czajka”. Na krótko przeniesiony został na niszczyciel ORP „Wicher”, gdzie pełnił funkcję oficera wachtowego, po czym wyznaczono go na kierownika Samodzielnego Referatu Wychowania Fizycznego Kierownictwa Marynarki Wojennej w Warszawie. W 1935 powrócił do Gdyni na stanowisko komendanta Ośrodka Wyszkolenia Morskiego. Od 1936 do 1937 służył jako zastępca dowódcy okrętu transportowego ORP „Wilia”. Następnie został dowódcą okrętu minowego ORP „Smok” i dowódcą Oddziału Minowego Marynarki Wojennej. Jeszcze w 1937 przeszedł na stanowisko zastępcy dowódcy okrętu na szkunerze szkolnym ORP „Iskra” z jednoczesnym wyznaczeniem na p.o. dowódcy okrętu. Krótko był komendantem Ośrodka Szkolnego Jachtingu Morskiego, po czym powrócił na zastępcę dowódcy ORP „Iskra”. Wykładał wiedzę okrętową w Szkole Podchorążych Marynarki Wojennej.

## Służba podczas II wojny światowej
W chwili wybuchu II wojny światowej odbywał na „Iskrze” rejs z podchorążymi na Morzu Śródziemnym. 2 września 1939 okręt zawinął do portu Casablanca, a on pod koniec 1939 ewakuował się z częścią załogi do Francji. Pełnił funkcję dowódcy kompanii rekruckiej w obozie w Coëtquidan, potem przeniesiony czasowo w dyspozycję dowódcy Kadry Marynarki Wojennej i zaokrętowany na ORP „Gdynia”, następnie był dowódcą 1 kompanii szkolnej w Kadrze Marynarki Wojennej i dowódcą 1 kompanii szkolnej w obozie w Coëtquidan. W 1940 jako zastępca dowódcy niszczyciela ORP „Błyskawica” uczestniczył w ewakuacji Dunkierki. Od 1940 do 1941 dowodził OF „Pomerol”, patrolowcem francuskim przekazanym Polakom przez Brytyjczyków po ewakuacji Francji. W 1941 został dowódcą 2 kompanii i oficerem oświatowym ORP „Gdynia” w Kadrze Marynarki Wojennej, następnie dowódcą Kadry Marynarki Wojennej. Jeszcze w tym samym roku powrócił na stanowisko zastępcy dowódcy „Błyskawicy” i brał udział w konwojach atlantyckich. Od 1942 był dowódcą nowo zbudowanego i wydzierżawionego od Royal Navy niszczyciela ORP „Ślązak”, z którym osłaniał operację desantową pod Dieppe. W latach 1942–1943 na stanowisku I oficera Sztabu Komendy Morskiej Południe. Ponownie jako dowódca ORP „Ślązak” brał udział w konwojach na Morzu Śródziemnym, osłonie desantów na Sycylii, w Palermo i Normandii. Od 1944 był kierownikiem Referatu Wychowawczego Kierownictwa Marynarki Wojennej. W 1945 został dowódcą wydzierżawionego od Wielkiej Brytanii krążownika ORP „Conrad”.

## Działalność powojenna
Po zakończeniu działań wojennych oraz rozbrojeniu i likwidacji w latach 1946–1947 Polskich Sił Zbrojnych pozostał na emigracji. Na początku, do 1951 pływał w brytyjskiej flocie handlowej, następnie pracował jako oficer kontraktowy w Marynarce Wojennej Pakistanu w latach 1951–1958, gdzie był dowódcą niszczyciela i flotylli niszczycieli w randze komandora. Od 1960 do 1979 pełnił funkcje w kapitanatach portów na Wyspach Bahama. W 1980 zamieszkał w Kanadzie.
W 1999 wydana została książka jego autorstwa pt. Żagle staw, Banderę spuść!, będąca zbiorem wspomnień z czasów II wojny światowej.
Postanowieniem Prezydenta RP Aleksandra Kwaśniewskiego z 31 maja 2000 został mianowany na stopień kontradmirała. Akt mianowania odebrał z rąk prezydenta 15 sierpnia tego roku.
Zmarł w Toronto 29 grudnia 2003, a jego prochy zostały złożone na Cmentarzu Marynarki Wojennej w Gdyni. Był członkiem Stowarzyszenia Marynarki Wojennej i Regiment of Canada.

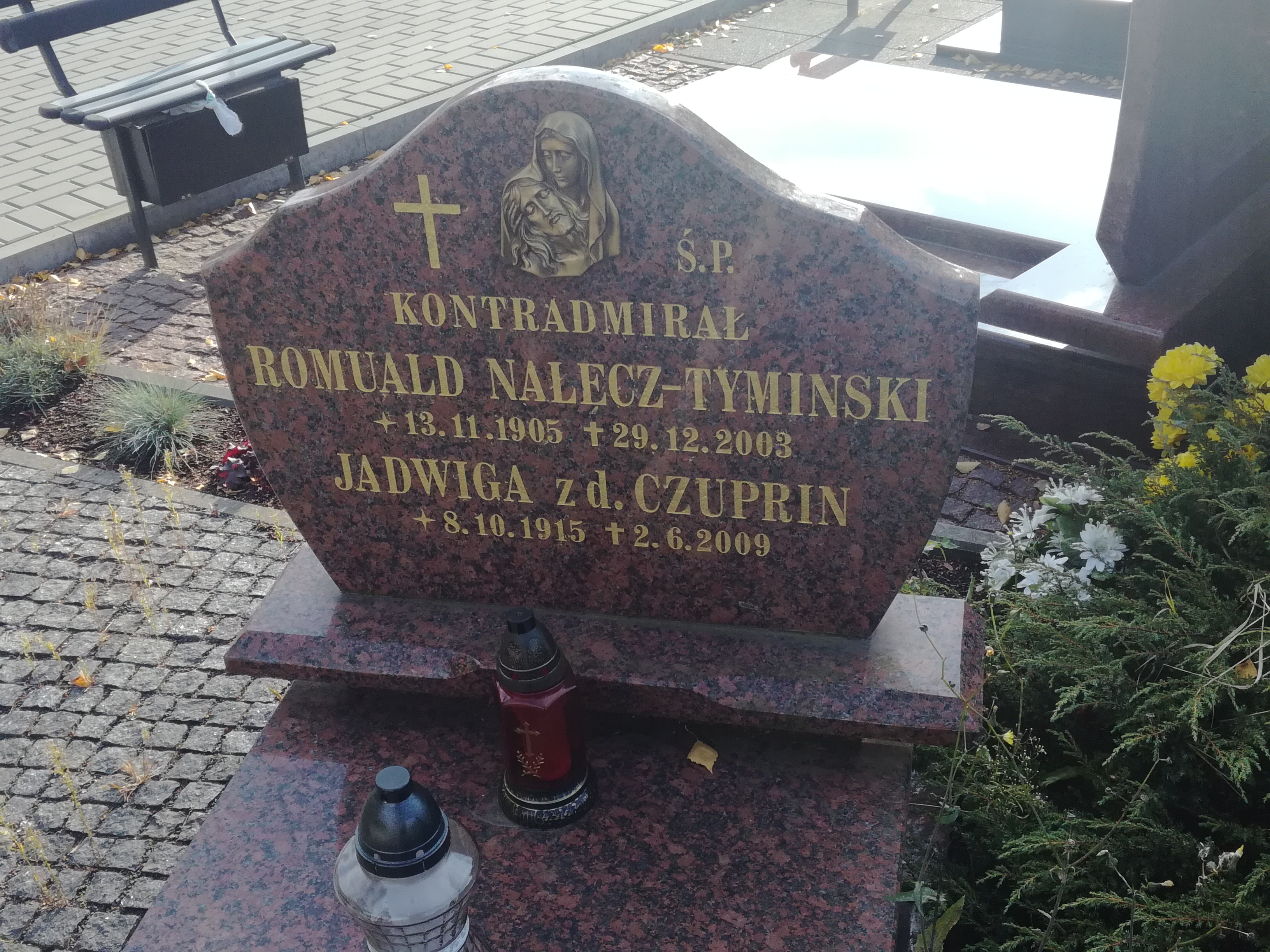
grób Romualda Nałęcz-Tymińskiego na Cmentarzu Marynarki Wojennej w Gdyni

## Awanse
Awansował kolejno na stopnie oficerskie:
- podporucznika marynarki – 1928
- porucznika marynarki – 1931
- kapitana marynarki – 1936
- komandora podporucznika – 1942
- komandora porucznika – 1944
- komandora (w stanie spoczynku)
- kontradmirała – 31 maja 2000 (w stanie spoczynku).

## Ordery i odznaczenia
- Krzyż Srebrny Orderu Wojennego Virtuti Militari
- Krzyż Oficerski Orderu Odrodzenia Polski (1989)[2]
- Krzyż Walecznych (trzykrotnie)
- Medal Morski (trzykrotnie)
- Złoty Krzyż Zasługi
- Srebrny Krzyż Zasługi (22 maja 1939)[3]
- Krzyż Kampanii Wrześniowej 1939
- Krzyż Czynu Bojowego Polskich Sił Zbrojnych na Zachodzie
- Brązowy Medal za Długoletnią Służbę
- Złota Odznaka Stowarzyszenia Marynarki Wojennej
- Order Imperium Brytyjskiego (Wielka Brytania)
- Krzyż Wybitnej Służby (Wielka Brytania)
- Gwiazda za Wojnę 1939–1945 (Wielka Brytania)
- Gwiazda Atlantyku z klamrą France and Germany (Wielka Brytania)
- Gwiazda Italii (Wielka Brytania)
- Medal Obrony (Wielka Brytania)
- Medal Wojny 1939–1945 (Wielka Brytania)
- Medal Koronacyjny Królowej Elżbiety II (Wielka Brytania)
- Medal Pamiątkowy za Wojnę 1939–1945 (Francja)
- Medal Upamiętnienia Republiki (Tamgha-e-Jamhuria) (Pakistan)

## Życie prywatne
Żonaty z Jadwigą (z d. Czuprynówną), miał córkę Aldonę. Z zamiłowania był sportowcem i żeglarzem. Wicemistrz Wojska Polskiego w boksie w wadze półciężkiej (1930), mistrz Wojska Polskiego w szpadzie (1935), mistrz Marynarki Wojennej w wieloboju oficerów (1936). Był kierownikiem sekcji bokserskich WKS Legia i WKS Flota Gdynia.